# Emmanuel Ledesma
Emmanuel Jorge Ledesma (ur. 24 maja 1988) – argentyński piłkarz, który obecnie występuje w Middlesbrough

## Kariera
Swoją przygodę z piłką nożną zaczynał w młodzieżowej drużynie Genui. W 2008 roku został on wypożyczony do angielskiego klubu Queens Park Rangers, gdzie zanotował bardzo obiecujący sezon strzelając hat-tricka w drugiej rundzie Pucharu Ligi przeciwko Carlisle United 2 lutego 2009 r. opuścił QPR udając się na wypożyczenie do klubu Serie B Salernitana.
W lipcu 2009 roku udał się na wypożyczenie do Novara Calcio. Udało mu się wywalczyć z kubem awans do Serie B. W czerwcu 2010 roku, klub postanowił odesłać go z powrotem do Genui. Na kolejne wypożyczenie udał się do klubu Serie B FC Crotone, jednak już po połowie sezonu wrócił do Genui. W styczniu 2011 roku stał on się wolnym zawodnikiem.
Związał się on z angielskim klubem Walsall, gdzie Ledesma strzelił jednego gola. Piłkarz wrócił do argentyńskiego klubu Defensa y Justicia. W 2012 roku Ledesma wrócił do Anglii, a w marcu ponownie podpisał kontrakt z Walsall do końca sezonu 2011–12.
Ledesma podpisał trzyletni kontrakt z Middlesbrough w lipcu 2012 roku. W 11 sierpnia 2012 r. Ledesma zdobył bramkę w swoim pierwszym meczu dla Middlesbrough, wygranym 2:1 z Bury w pierwszej rundzie Pucharze Ligi. W przebiciu do wyjściowej jedenastki pomógł mu drugi gol strzelony bezpośrednio z rzutu rożnego w zwycięskim meczu 3:1 nad Preston North End w trzeciej rundzie Pucharu Ligi. Ledesma strzelił swojego pierwszego gola w lidze dla Middlesbrough, w wygranym 4:1 meczu z Charlton Athletic. Kolejnego gola strzelił z rzutu wolnego w wygranym 3:0 spotkaniu z Huddersfield Town.